# Kumite féminin plus de 68 kg
Le kumite individuel féminin plus de 68 kg est une épreuve sportive individuelle opposant dans un combat des karatékas féminines seniors pesant plus de 68 kg. Cette épreuve proposée en compétition officielle à compter de 2009 est inscrite au programme des championnats du monde de karaté depuis la vingtième édition disputée en 2010 à Belgrade.

## Championnes

### Compétitions mondiales

#### Jeux mondiaux
| Jeux        | Or           | Argent             | Bronze                   |
| ----------- | ------------ | ------------------ | ------------------------ |
| 2013 – Cali | Ayumi Uekusa | Nadège Ait-Ibrahim | Isabel Mallory Aco Bravo |

#### Championnats du monde
| Championnats    | Or                  | Argent             | Bronze                          |
| --------------- | ------------------- | ------------------ | ------------------------------- |
| 2010 – Belgrade | Greta Vitelli       | Nadège Ait-Ibrahim | Merima Softić Tang Lingling     |
| 2012 – Paris    | Nadège Ait-Ibrahim  | Greta Vitelli      | Ayumi Uekusa Eléni Chatziliádou |
| 2014 – Brême    | Shymaa Abouel Yazed | Hamideh Abbasali   | Ayumi Uekusa Laura Palacio      |

### Compétitions continentales

#### Jeux africains
| Jeux               | Or               | Argent      | Bronze                     |
| ------------------ | ---------------- | ----------- | -------------------------- |
| 2011 – Maputo      | Blandine Angama  | Zeineb Kotb | Siny Fall Kawthar Hasnaoui |
| 2015 – Brazzaville | Mame Fatou Thiaw | Imene Atif  | Nina Youlou Faten Aissa    |

#### Jeux asiatiques
| Jeux           | Or               | Argent             | Bronze                               |
| -------------- | ---------------- | ------------------ | ------------------------------------ |
| 2010 – Canton  | Manar Shath      | Jamaliah Jamaludin | Paula Cristina Pereira Tang Lingling |
| 2014 – Incheon | Hamideh Abbasali | Zeng Cuilan        | Ayumi Uekusa Paula Cristina Pereira  |

#### Jeux européens
| Jeux         | Or              | Argent          | Bronze          |
| ------------ | --------------- | --------------- | --------------- |
| 2015 – Bakou | Maša Martinović | Meltem Hocaoğlu | Ivanna Zaytseva |

#### Jeux panaméricains
| Jeux               | Or                | Argent            | Bronze                              |
| ------------------ | ----------------- | ----------------- | ----------------------------------- |
| 2011 – Guadalajara | María Castellanos | Xunashi Caballero | Olivia Grant Claudia Vera           |
| 2015 – Toronto     | Valeria Echever   | Camélie Boisvenue | Yeisy Piña Ordaz Isabela dos Santos |

#### Championnats d'Europe
| Championnats       | Or                   | Argent                  | Bronze                             |
| ------------------ | -------------------- | ----------------------- | ---------------------------------- |
| 2009 – Zagreb      | Yıldız Aras          | Evgeniya Podborodnikova | Ana-Marija Čelan Katie Hurry       |
| 2010 – Athènes     | Vanesca Nortan       | Ana-Marija Čelan        | Cristina Feo Gomez Radka Krejčová  |
| 2011 – Zurich      | Nadège Ait-Ibrahim   | Radka Krejčová          | Ana-Marija Čelan Tamara Filipović  |
| 2012 – Adeje       | Greta Vitelli        | Radka Krejčová          | Nadège Ait-Ibrahim Meltem Hocaoğlu |
| 2013 – Budapest    | Jessica Cargill      | Greta Vitelli           | Nikola Bartha Laura Pradelli       |
| 2014 – Tampere     | Fanny Clavien        | Nadège Ait-Ibrahim      | Laura Palacio Helena Kuusisto      |
| 2015 – Istanbul    | Maša Martinović      | Meltem Hocaoğlu         | Helena Kuusisto Nadège Ait-Ibrahim |
| 2016 – Montpellier | Anne-Laure Florentin | Helena Kuusisto         | Dragana Konjević Maša Martinović   |